# True Mothers
True Mothers (朝 が 来 る, Asa ga Kuru, "Morning Comes", bra:Mães de Verdade) é um filme de drama japonês de 2020 dirigido por Naomi Kawase. Foi selecionado para ser exibido no Festival de Cinema de Cannes de 2020. Foi selecionado como a entrada japonesa para o Melhor Filme Internacional no Oscar 2021, mas não foi indicado. No Brasil, o filme foi lançado pela California Filmes em 13 de maio de 2021.

## Sinopse
O filme segue a vida de um casal que decide adotar uma criança, mas anos depois a mãe biológica aparece em busca do seu filho.

## Elenco
- Hiromi Nagasaku - Satoko Kurihara
- Arata Iura - Kiyokazu Kurihara
- Aju Makita - Hikari Katakura
- Miyoko Asada - Shizue Asami
- Reo Satō - Asato Kurihara
- Taketo Tanaka - Takumi Asō
- Hiroko Nakajima - mãe de Hikari
- Tetsu Hirahara - pai de Hikari
- Ren Komai - irmã de Hikari
- Rio Yamashit
- Kokoro Morita
- Masami Horiuchi
- Hiroshi Yamamoto
- Msaki Miura
- Shōko Ikezu
- Ryuya Wakaba
- Munetaka Aoki
- Gō Rijū

## Recepção
No agregador de críticas Rotten Tomatoes, o filme tem uma taxa de aprovação de 92% com base em 32 opiniões. O consenso crítico do site diz: "True Mothers usa um conflito intratável para explorar os laços da paternidade com a sensibilidade e graça usuais da diretora / co-roteirista Naomi Kawase. "